# Oparno (hrad)
Oparno je zřícenina hradu, která se nachází nedaleko Lovosic v katastrálním území Oparno obce Velemín, severně od vsi Oparno v okrese Litoměřice v Ústeckém kraji. Hrad byl založen v první polovině čtrnáctého století Smilem z Vchynic a jeho potomkům patřil až do začátku šestnáctého století. V jeho první polovině bylo panství hradu rozděleno na dvě poloviny, z nichž jednu získali páni z Vřesovic a druhou Bořitové z Martinic, ale v té době už byl hrad pustý. Od roku 1964 je zřícenina chráněna jako kulturní památka.

## Historie

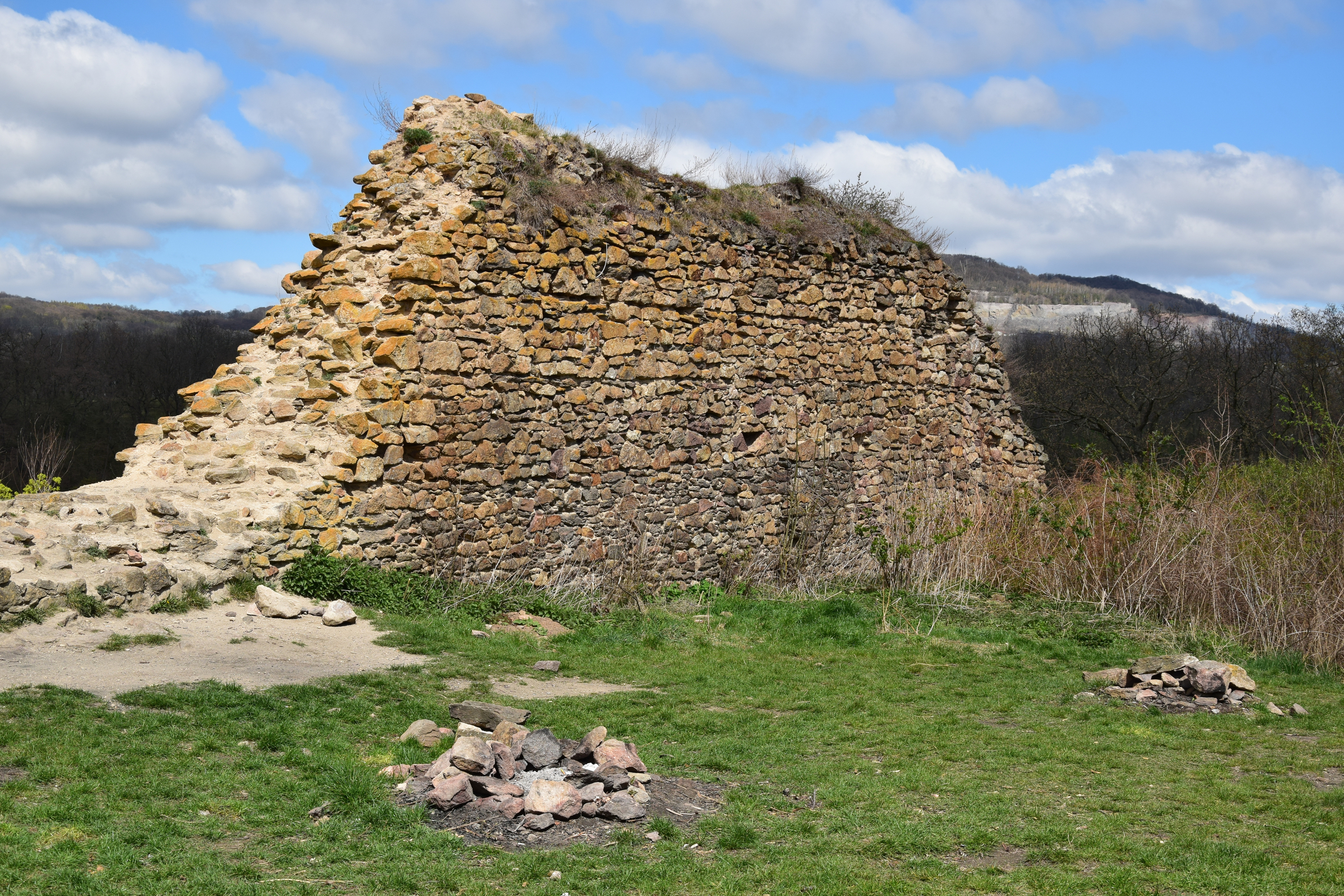
Nádvoří s fragmentem západní hradby

Hrad byl založen před rokem 1344 Smilem z Vchynic, který se roku 1354 v přídomku psal seděním na Oparně. Smilových šest synů si roku 1378 rozdělilo dědictví po otci na drobné statky, přičemž hrad se vsí Vchynice připadl Smilovi. Ten s bratrem Martínkem, kterému patřily Měrunice, uzavřel dohodu, že v případě úmrtí jednoho z nich druhý zdědí jeho majetek. Když o deset let později Smil zemřel, byl Martínek už mrtev. Měrunice tak zdědil Martínkův syn Smil mladší z Vchynic a roku 1417 mu připadlo i Oparno. Když byl medvědický a vchynický statek po strýci Bohuslavovi prohlášen za odúmrť, prokázal Smil mladší svůj majetkový nárok a vesnice získal on.
Smil mladší z Vchynic se objevoval jako účastník mnoha soukromých jednání v letech 1430–1455. Zemřel nejspíše bez potomků, a majetek po něm zdědil Jan Dlask z Vchynic, po kterém hrad převzal Bohuslav Dlask z Vchynic připomínaný poprvé v roce 1486. Poslední zmínka o něm je z roku 1515, kdy svědčil při dělení majetku Brozanských z Vřesovic. V té době byl hrad rozdělen nejspíše na dva díly, protože při stejné události svědčil také Bohuslav ze Žeberka a na Opárně.

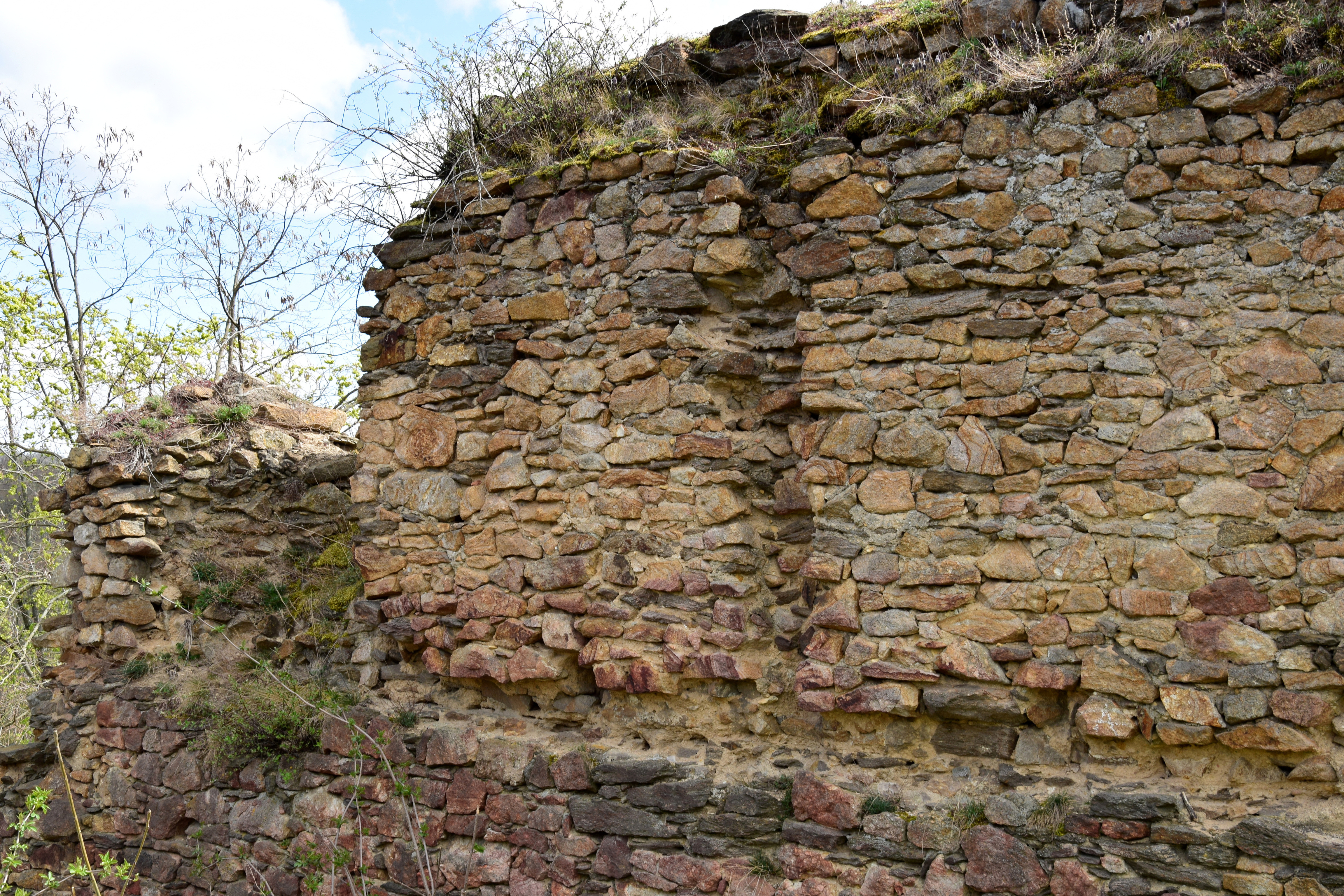
Otisk podlahy prvního patra a dělicí příčky ve východním paláci

Bratři Jaroslav, Adam, Zikmund a Vilém, snad synové Bohuslava Dlaska, prodali polovinu oparenského statku Albrechtovi Kyšperskému z Vřesovic. Podle Augusta Sedláčka byl při prodeji hrad Oparno označen jako pustý. Tento díl byl poté spravován z Vchynic a později připojen k Lovosicím. Polovinu Bohuslava ze Žeberka neznámým způsobem získali Bořitové z Martinic. Když v roce 1536 došlo k dělení majetku mezi Volfem a Janem z Martinic, byl hrad označen jako pustý.

## Stavební podoba
Oparno patřilo ke hradům s plášťovou zdí. Na jihozápadě se nacházelo předhradí oddělené od zbytku ostrožny a hradního jádra příkopy vysekanými ve skále. Jádro má tvar obdélníku se zaoblenými nárožími a přibližnými rozměry 40 × 20 metrů. Obíhá ho z větší části dochovaná plášťová hradba s částečně dochovaným cimbuřím. Uvnitř jádra stály minimálně dvě stavby. Z paláce se dochovalo klenutá spodní úroveň.

## Přístup
Zřícenina hradu je volně přístupná po zeleně značené turistické cestě Oparenským údolím z Malých Žernosek, tak i od blízké železniční zastávky Oparno na železniční trati Lovosice – Teplice v Čechách.

## Galerie

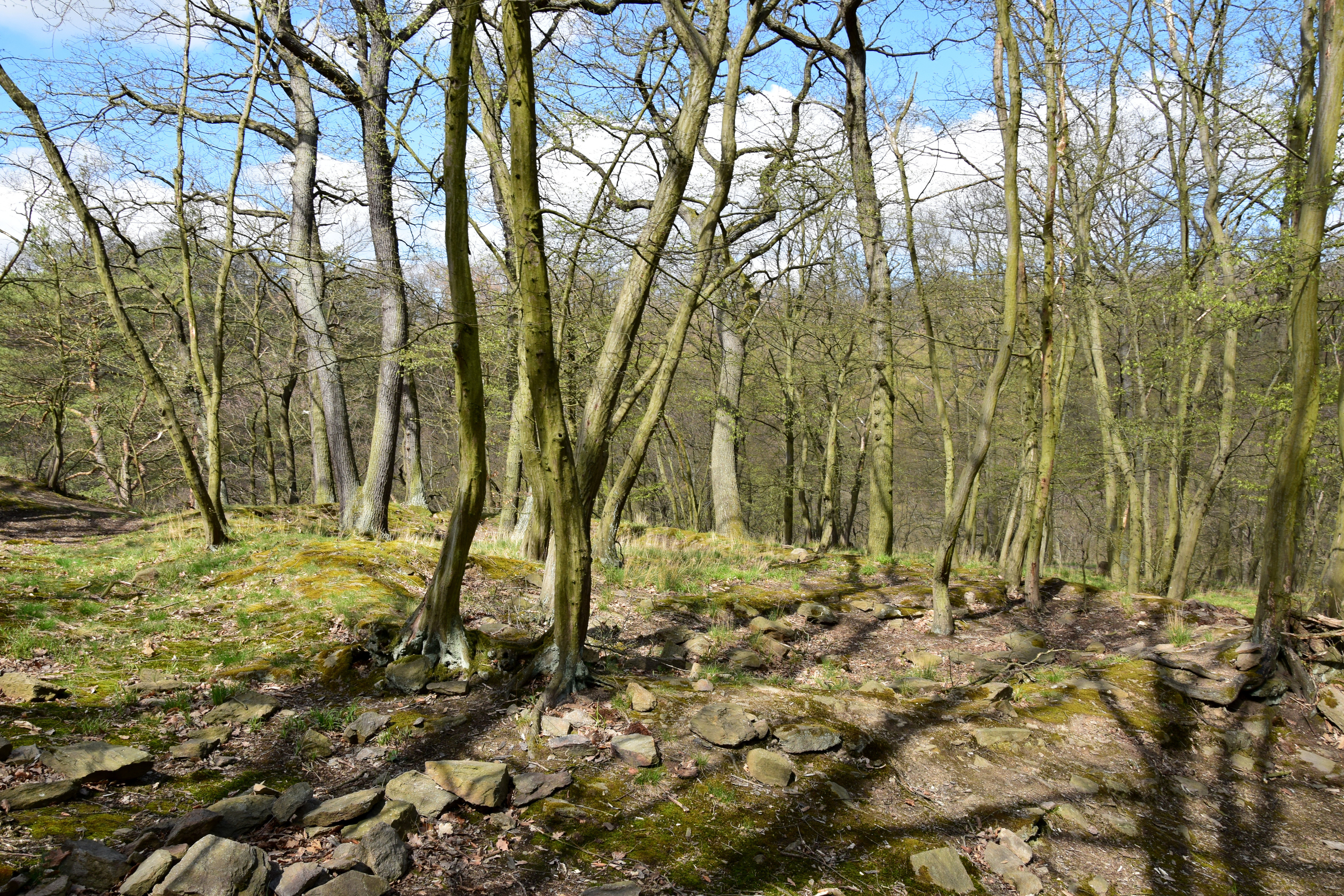
Severní předhradí se stopami budovy
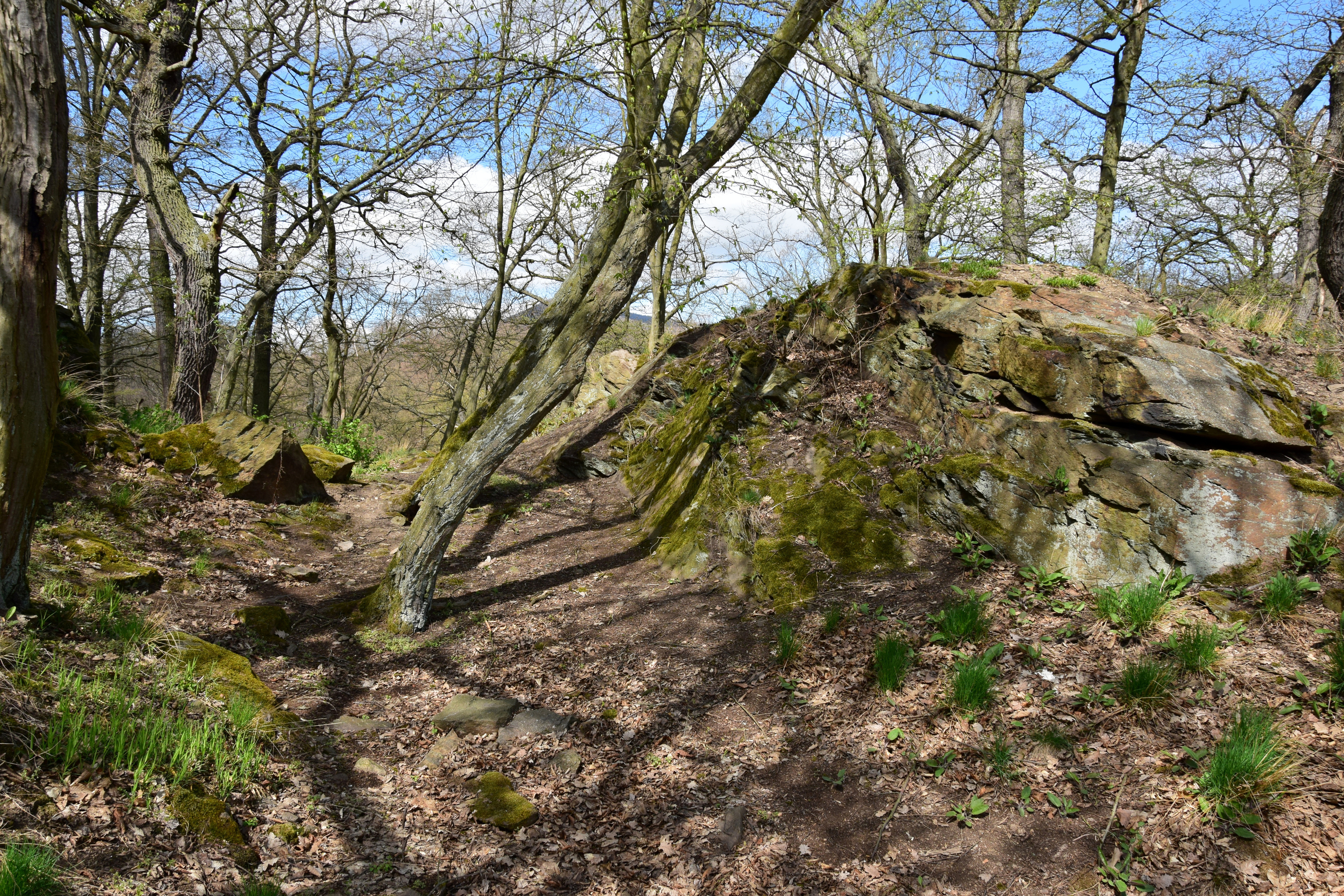
Severní příkop
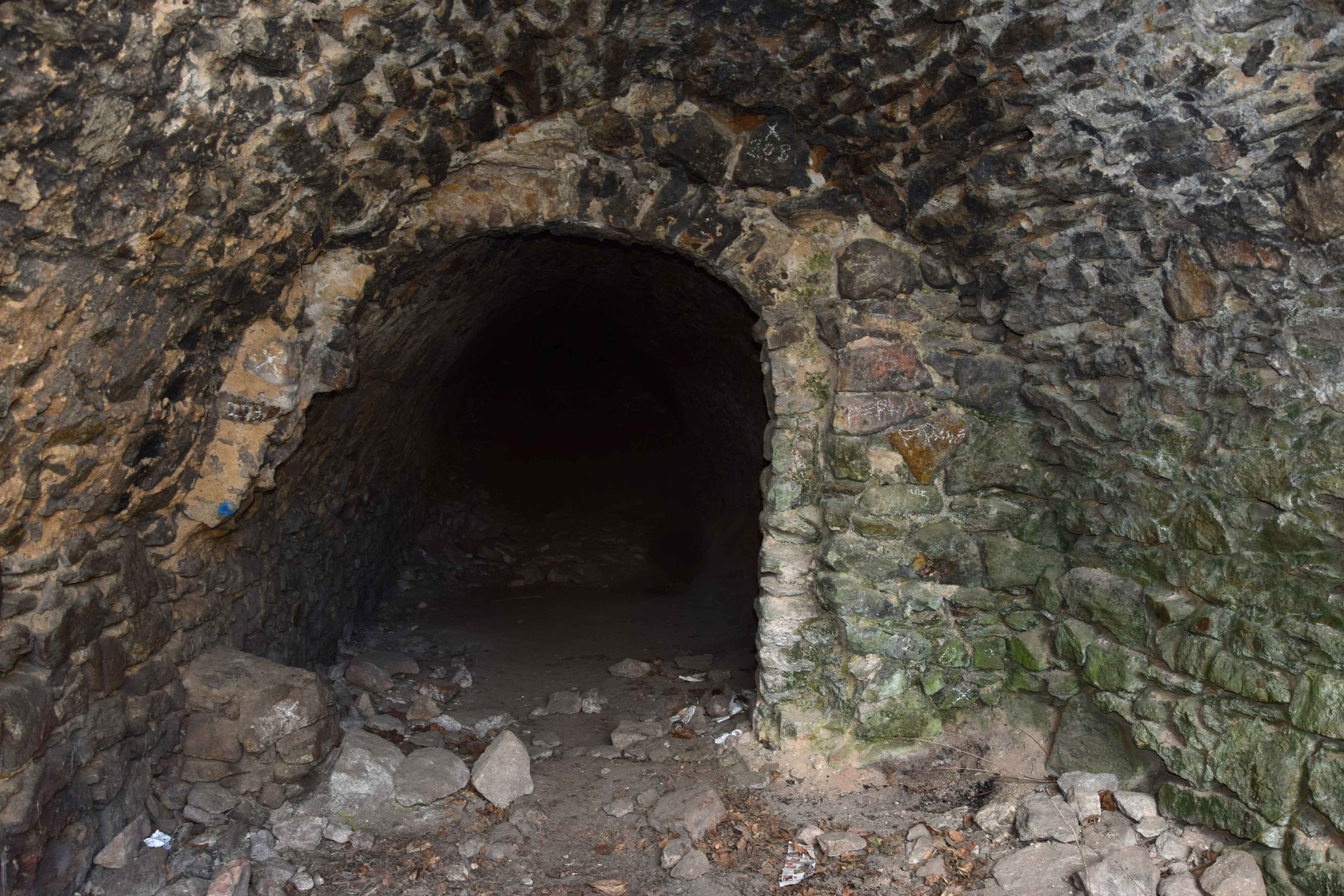
Klenutý sklep pod palácem
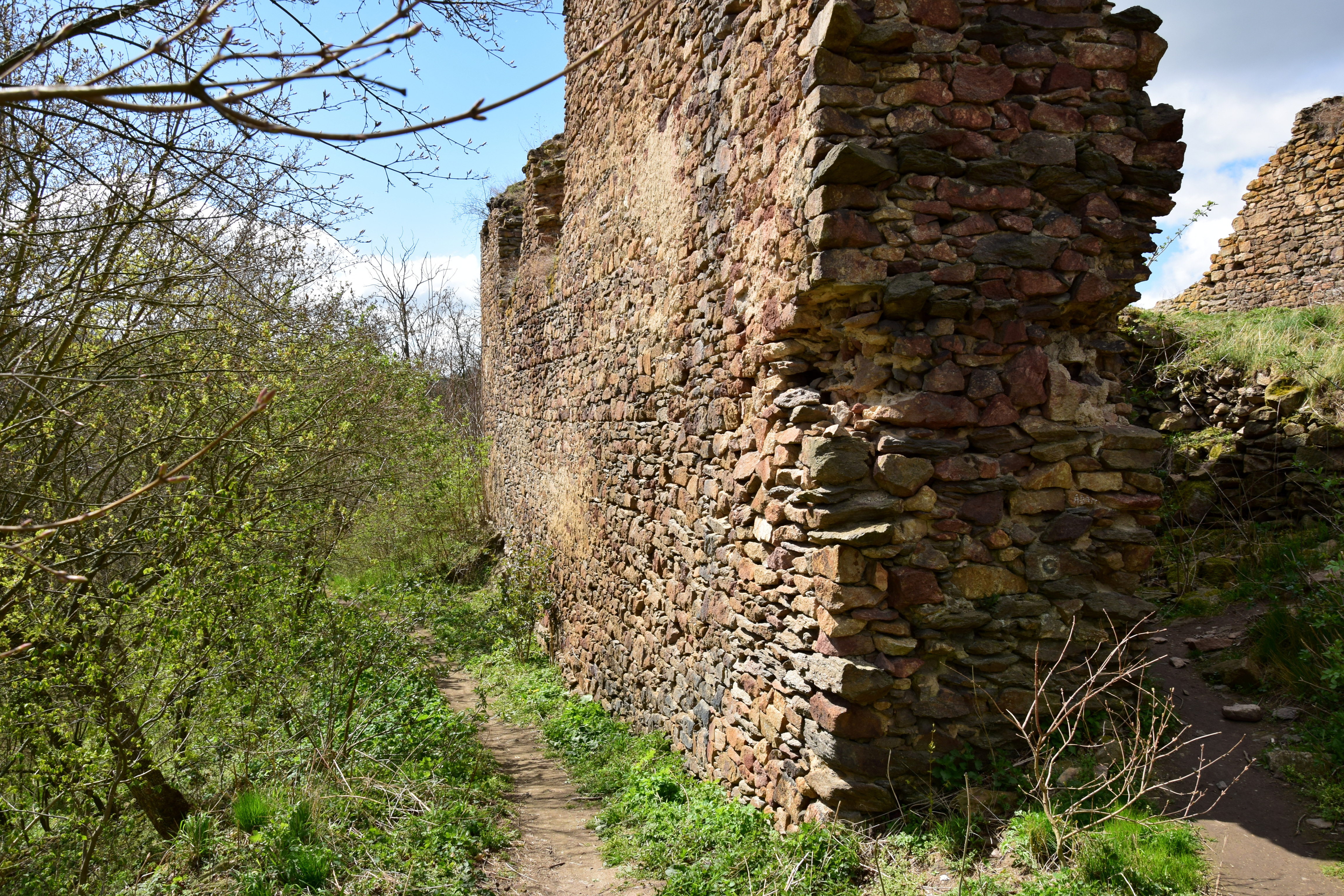
Východní hradba